# Mikołaj z Tarnawy
Mikołaj z Tarnawy (ur. ok. 1380, zm. 1450) – polski rycerz, założyciel rodu Tarnawskich, właściciel wielu wsi w ziemi sanockiej.
Był synem Jana Olacha z wołoskiego rodu Dragów-Sasów. Jan Olach był właścicielem wsi Kunzendorf (ob. Poraż), co potwierdza dokument wydany przez królową węgierską Marię z Anjou w 1383 r.
Zapisek z 1412 r. stwierdza zaś, że Mikołaj z Tarnawy wraz z bratem Steczkiem (Stefanem) był właścicielem Tarnawy, Zagórza, Osławy, Wielopola, Seredniego i Poraża. W 1424 roku nabył również część Czaszyna.
Mikołaj był żonaty z Małgorzatą. Miał syna Jana, do którego z kolei należały: Tarnawa, część Czaszyna, Poraż, część Wielopola, Osława, Serednie oraz Płonna i Jabłonica Ruska.